# Significant Other
Cet article possède un paronyme, voir Significant Mother.
Albums de Limp Bizkit
Three Dollar Bill, Yall$
(1997) Chocolate Starfish and the Hot Dog Flavored Water
(2000)
Singles
1. Nookie
Sortie : 15 juin 1999
2. Re-Arranged
Sortie : 12 octobre 1999
3. N 2 Gether Now
Sortie : 9 novembre 1999
4. Break Stuff
Sortie : 2 mai 2000

Significant Other est le deuxième album studio de Limp Bizkit, sorti le 22 juin 1999 sur le label Flip Records / Interscope Records.

## Historique
Il fut enregistré aux studios NRG Recording Services à North Hollywood dans la région de Los Angeles et produit par le groupe et Terry Date. Le mixage fut effectué par Brendan O'Brien qui participa aussi à l'écriture de la chanson "No Sex".
Cet album est beaucoup plus « calme » et également plus « commercial » que le premier. Il est notamment orienté vers le rap avec la chanson N 2 Gether Now qui a été réalisée en collaboration avec Method Man et DJ Premier. Signifiant Other est, entre autres, le premier album de Limp Bizkit à réellement intégrer des sonorités hip-hop dans ses chansons. La chanson "Nobody Like You" sera réalisée en collaboration avec Jonathan Davis (Korn) et Scott Weiland (Stone Temple Pilots). Le chanteur du groupe Staind, Aaron Lewis viendra faire quelques chœurs sur la chanson "No Sex".
Quatre singles seront tirés de l'album, "Nookie", "Re-arranged", "N 2 Gether Now" qui sortiront en 1999 et "Break Stuff" qui paraitra en 2000. Ils se classeront dans les différents classements du magazine Billboard mais aucun d'eux n'entra dans le top 50 du Billboard Hot 100.
L'album s'est classé 1er au Billboard 200 et a été certifié 7 x disque de platine par la Recording Industry Association of America (RIAA) le 13 septembre 2001.
Il se vendra à plus de 16 millions d'exemplaires dans le monde.
Peu après la sortie de l'album, Limp Bizkit participera au Festival de Woodstock 1999 et repartira pour une tournée du Family Values Tour.

## Musiciens du groupe
- Fred Durst : chant
- Sam Rivers : basse
- Wes Borland : guitares
- John Otto : batterie, percussion
- DJ Lethal : claviers, platines, sample, programmation

### Musiciens additionnels
- Jonathan Davis : chant sur "Nobody Like You"
- Scott Weiland : chant sur "Nobody Like You"
- Scott Borland : claviers sur les titres 2, 3, 5, 6, 9 & 14
- Method Man : chant sur "N 2 Gether Now"
- Aaron Lewis : chœurs sur "No Sex"
- Les Claypool : voix sur "The Mind of Les"
- Matt Pinfield : VoiceOver sur "Radio Sucks"
- Mathematics : VoiceOver sur les messages téléphoniques
- Anita Durst : voix sur piste cachée "9 Teen 90 Nine"

## Liste des titres
| No  | Titre                                                                 | Auteur                                                       | Contient un (des) sample(s) de                                                                                     | Durée |
| --- | --------------------------------------------------------------------- | ------------------------------------------------------------ | --- | ----- |
| 1.  | Intro                                                                 | Fred Durst / Wes Borland, Sam Rivers, John Otto              | | 0:37  |
| 2.  | Just Like This                                                        | Durst / Borland, Rivers, Otto                                | | 3:35  |
| 3.  | Nookie                                                                | Durst / Borland, Rivers, Otto                                | You're Getting a Little Too Smart des Detroit Emeralds Impeach the President des Honey Drippers Inside Out d'Eve 6 | 4:49  |
| 4.  | Break Stuff                                                           | Durst / Borland, Rivers, Otto                                | | 2:46  |
| 5.  | Re-Arranged                                                           | Durst / Borland, Rivers, Otto                                | I Know You Got Soul d'Eric B. & Rakim                                                                              | 5:54  |
| 6.  | I'm Broke                                                             | Durst / Borland, Rivers, Otto                                | | 3:59  |
| 7.  | Nobody Like You (featuring Jonathan Davis et Scott Weiland)           | Durst, Scott Weiland, Jonathan Davis / Borland, Rivers, Otto | | 4:20  |
| 8.  | Don't Go Off Wandering                                                | Durst / Borland, Rivers, Otto                                | | 4:00  |
| 9.  | 9 Teen 90 Nine                                                        | Durst / Borland, Rivers, Otto                                | | 4:36  |
| 10. | N 2 Gether Now (featuring Method Man)                                 | Durst, Clifford Smith / Chris Martin                         | Microphone Fiend d'Eric B. & Rakim                                                                                 | 4:49  |
| 11. | Trust                                                                 | Durst / Borland, Rivers, Otto                                | | 4:59  |
| 12. | No Sex                                                                | Durst / Borland, Brendan O'Brien, Rivers, Otto               | | 3:54  |
| 13. | Show Me What You Got                                                  | Durst / Borland, Rivers, Otto                                | | 4:27  |
| 14. | A Lesson Learned                                                      | Durst / Borland, Rivers, Otto                                | | 2:40  |
| 15. | Outro (contient les titres cachés "Radio Sucks" et "The Mind of Les") | Durst / Borland, Rivers, Otto                                | | 7:18  |

Titres bonus édition originale :
1. "Break Stuff (live)"	Family Values Tour 1999 4:02
2. "Re-Arranged (live)" Family Values Tour 1999 4:55
3. "Nookie (live)"	Family Values Tour 1999 6:42
4. "Break Stuff (CD-Rom Video)" 2.47

## Singles
| Année | Single           | Chart                   | Durée du classement | Position |
| ----- | ---------------- | ----------------------- | ------------------- | -------- |
| 1999  | "Nookie"         | Hot 100                 | 11 semaines         | 80e      |
| 1999  | "Nookie"         | Mainstream Rock tracks  | 26 semaines         | 6e       |
| 1999  | "Nookie"         | Alternative Songs       | 26 semaines         | 3e       |
| 1999  | "Nookie"         | Radio Songs             | 1 semaine           | 74e      |
| 1999  | "Nookie"         | ARIA Charts             | 5 semaines          | 13e      |
| 1999  | "Nookie"         | RMNZ Singles Top40      | 4 semaines          | 33e      |
| 1999  | "Nookie"         | Mega Top 50             | 12 semaines         | 36e      |
| 1999  | "Re-Arranged"    | Hot 100                 | 18 semaines         | 88e      |
| 1999  | "Re-Arranged"    | Mainstream Rock Tracks  | 26 semaines         | 8e       |
| 1999  | "Re-Arranged"    | Alternative Songs       | 29 semaines         | 1er      |
| 1999  | "Re-Arranged"    | Radio Songs             | 4 semaines          | 71e      |
| 1999  | "Re-Arranged"    | ARIA Charts             | 2 semaines          | 35e      |
| 1999  | "N 2 Gether Now" | Hot 100                 | 11 semaines         | 73e      |
| 1999  | "N 2 Gether Now" | Hot R&B/Hip-Hop Airplay | 17 semaines         | 43e      |
| 1999  | "N 2 Gether Now" | Hot Rap Songs           | 9 semaines          | 17e      |
| 1999  | "N 2 Gether Now" | Hot R&B/Hip-Hop Songs   | 20 semaines         | 53e      |
| 1999  | "N 2 Gether Now" | Radio Songs             | 7 semaines          | 63e      |
| 2000  | "Break Stuff"    | Mainstream Rock Tracks  | 26 semaines         | 19e      |
| 2000  | "Break Stuff"    | Alternative Songs       | 26 semaines         | 14e      |
| 2000  | "Break Stuff"    | Single Top 100          | 10 semaines         | 42e      |
| 2000  | "Break Stuff"    | ARIA Charts             | 5 semaines          | 41e      |
| 2000  | "Break Stuff"    | Mega Top 50             | 14 semaines         | 28e      |

## Charts & certifications
| Pays                | Durée du classement | Meilleur classement |
| ------------------- | ------------------- | ------------------- |
| Allemagne           | 60 semaines         | 13e                 |
| Australie           | 69 semaines         | 5e                  |
| Autriche            | 48 semaines         | 7e                  |
| Belgique (flamande) | 52 semaines         | 7e                  |
| Canada              | 32 semaines         | 1er                 |
| États-Unis          | 103 semaines        | 1er                 |
| Finlande            | 21 semaines         | 16e                 |
| France              | 7 semaines          | 70e                 |
| Norvège             | 3 semaines          | 28e                 |
| Nouvelle-Zélande    | 50 semaines         | 4e                  |
| Pays-Bas            | 67 semaines         | 11e                 |
| Royaume-Uni         | 47 semaines         | 10e                 |
| Suède               | 7 semaines          | 49e                 |
| Suisse              | 21 semaines         | 38e                 |

| Pays             | Certification | Ventes      | Date       |
| ---------------- | ------------- | ----------- | ---------- |
| Allemagne        | Or            | 250 000 +   | 2000       |
| Australie        | 2 × Platine   | 140 000 +   | 2000       |
| Autriche         | Or            | 15 000 +    | 29/08/2000 |
| Belgique         | Or            | 25 000 +    | 2000       |
| Canada           | 6 × Platine   | 600 000 +   | 28/09/2000 |
| États-Unis       | 7 × Platine   | 7 000 000 + | 13/09/2001 |
| Nouvelle-Zélande | 2 × Platine   | 30 000 +    | 01/10/2000 |
| Pays-Bas         | Platine       | 80 000 +    | 2001       |
| Royaume-Uni      | Platine       | 300 000 +   | 22/07/2013 |
| Suisse           | Or            | 25 000 +    | 2001       |